# والف
والف (به فرانسوی: Valff) یک کمون در فرانسه است که در Canton of Obernai واقع شده‌است.

## خصوصیات
والف ۱۰٫۹۱ کیلومترمربع مساحت و ۱٬۳۶۲ نفر جمعیت دارد.